# Општа болница Чачак
Општа болница Чачак је здравствена установа у систему здравства Србије на подручју Моравичког управног округа која здравствену делатност обавља на секундарном нивоу здравствене заштите, који обухвата специјалистичко-консултативну и болничку здравствену делатност.

## Називи
Чачанска болница (1868 — 1910) — Окружна болница Чачак (1910 — 1929) — Бановинска болница Чачак (1929 — 1942) — Државна болница Чачак (1942 — 1946) — Градска болница Чачак (1946 — 1955) —  Општа болница Чачак  (1955 — 1966) — Општа болница у саставу Медицнског центра Др Драгиша Мишовић у Чачку (од 1966)

## Положај и размештај
Опште болнице се налази у Улици Др Драгиша Мишовић 205, у Чачку, граду са 58 насеља, у средишњем делу централне Србије, у Шумадији, између општине Горњи Милановац на северу и општине Лучани на југозападу. Административно припада Моравичком управном округу, чији је административни центар. По попису из 2011. године Чачак је има 73.331 потенцијална корисника болничких услуга.
Град Чачак је здравствени центар Моравичког управног округа, у коме се налази: 17 здравствених амбуланти, 1 болница, 1 дом здравља и амбуланта за медицину рада.
Болница се за терцијални ниво здравствене заштите ослања на Клинички центар Србије у Београду, од кога је удаљена ауто-путем Милош Велики око 145 километара.

## Историја
Када је у Чачку 1836. године изграђено неколико зграда, као претеча будуће касарне, намењен једном одељењу регуларне кнежеве гарде,које је ту повремено боравило, Чачак је добио и прву војну болницу, и војног лекара, који је по указу кнеза Милоша Обреновића имао обавезу и да обавља лекарску праксу и са цивилима, био је др Карло Белони, по националсности Словак, рођен је 16. октобра 1812. у граду Левице. Пре његовог доласка један од најпознатијих  приучених лекара у Чачку био је Јосиф Николић.

По доласку у Чачак, Белони се сусрео се великом здраственом непросвешћеношћу становништва, који се до тада, као и сав српски народ, лечио у својим кућама или код народних видара.  Док се за теже болести ишло се код приучених лекара – грчких хећима или турских бербера. Белони је за собом оставио овакав опис војне болнице у Чачку 1836. године: 
| „ | болница је смештена у некој малој и тескобној механи, слабе и трошне грађе, где је на широким клупама, некој врсти миндерлука, било наређано онолико сламњача, колико је било болесника, које сам лечио лековима из своје ручне апотеке | ” |

Прва цивилна болница отворена је у Чачку  15. маја 1868. године у данашњој Обилићевој улици 39. Болница која је имала 10 болесничких постеља, прво је била  у приватној кући чачанског трговца Милоша Игњатовића, а потом у кући индустријалца Фердинанда Крена.
Чачанска хирургија је званично је започела са радом 1906. године, када је у Чачак дошао први школовани хирург др Милан Стајић.
Као општински лекар а потом и као покретач изградње нове чачанске болнице радио је др Јарослав Кужељ.  На сопствени захтев пензионисан 1906. године а Чачак је напустио 1927. године и са супругом Милевом отишао у Загреб. Ту је после годину дана (1928), након неизлечиве болести умро у 82 години живота. Сахрањен је на православној парцели гробља у Мирогоју, Хрватска.
Болница је 13. јануара 1910. године усељена у сопствену новоизграђену зграду. Од тада почиње и њен убрзани развој, тако да је пред Први светски рат болница у свом саставу имала три одељења - за хирургију,  унутрашње и заразне болести.  У моменту усељења у нову болницу према попис становника Чачански округа, на евентуалне болничке услуге ослањало се  138.911 становника  (71.189 мушкараца и 67.722 жена).
Пред Први светски рат, у Чачку је радила Окружна болница са одељењима унутрашње, хируршко и за заразне болести. Болница је имала агрегат за производњу струје и дизел мотор који је служио за покретање хидрофора тако да су одељења била снабдевена водом. Почетком рата, болница у Чачку је претворена у резервну војну болницу.

#### Болница у Великом рату
Аустроугарска окупација Чачка која је  у Великом рату трајала  од 1. новембра 1915. године до краја октобра 1918. године нарушила је живот у граду у свим областима привређивања и живота. У граду је  завладала глад  због недостатак довољне количине хране, а лоша здравствена заштита била је један од  узрока велике стопе смртности цивилног становништва.  Чачак је у првим годинама рата био пун  избеглица, војске, регрута, стараца последење одбране, коморе, који под најездом окупатора нису знали куда да пођу.
У специфичним ратним условима, недостатак лекара, повећао је број надрилекара који су лечили травама и бајањем. Сеоско становништво је највише користило облоге од ракије за скоро све болести (трипер, тишњу, кашаљ, пробаде, инфлуенцу, црвени ветар...)  док је градско становништво тражило лека у књизи о кућном лечењу Васе Пелагића.
Лекови и санитетски материјал су коришћени само за заразне болести и рањенике. Са кретањем војске, шириле су се и епидемије: куга, колера, трбушни тифус, пегавац, богиње, шарлах, дифтерија, губа, шпанска грозница...).
Пре почетка рата, у болници су радили: др Михаило Радовић, управник болнице и шеф унутрашњег одељења, др Милан Стајић, шеф хируршког одељења, боничари и болничарке: Јездимир Николић, Радоје Јанковић, Петроније Јоловић, Драгутин Ђоковић, Милија Велисављевић, Драгомир Томашевић, Миладин Лечић, Ката Јоловић, Станка Лазић, Иконија Росић, Даница Јелисавчић и Милева Николић, Милан Пешић, превијач као и Милан Гавриловић, свештеник Душан Момчиловић, лекарски помоћник Живојин Гавриловић, економ Милан Петровић, писар Марија Јањић, надзорник рубља Светозар Милошевић, машиниста Војислав Станишић електричар Симо Јовановић, помоћник машинисте Нестор Лазовић, кувар Гојко Пауновић, паракувар Миленко Симовић, кочијаш Стаменко Јовановић, баштован Милија Петровић, вратар Јованка Пешић и Будимка Богосављвић, праље и спољни момци Максим Куртовић, Александар Пантовић, Милојко Милетић, Гаврило Максимовић и Момир Марковић.
Када је почео Први светски рат и када су у Чачак почели да стижу рањеници, болница је претворена у резервну војну болницу, у коју су санитетским возовима на железничку станицу у Чачку само од 8. августа до 27. октобра 1914. године пристигла  4.500 рањеника (српских и непријатељских војника).
Током 1914 и 1915. године Болница се нашла непосредно у близина фронта и велики број рањеника и болесника који су свакодневно пристизали, захтевали су да се болнички капацитети прошире тако да су се болничка одељења налазила у оближњој касарни, Гимназији, Основној школи, већим кафанама и на пољани у Алваџиници.
Како су Чачански лекари  као и болничари били мобилисани у српску војску,  негом рањеника бавиле су се чачанске жене које су,  још у току балканских ратова похађале курс за болничарке.
Након повлачења српске војске, и уласка окупатора у Чачак, 1. новембра 1915 године у граду је остао само др Венцеслав Стејскал, који је прележао тифус и боловао од тромбозу ноге,  тако да није био способан за војску. Уласком аустроугарских трупа у Чачак, др Стејскал је предао болницу окупатору позивајући се на Женевску конвенцију. Тада је издвојен српски део болнице од аустријске војне болнице.
Током окупације у болници је  радило више аустријских лекара, на челу са управником др Балдинијем (аустроугарским лекаром). Једно време, у болници је радило и 6 француских сестра које су биле додељене потпуковнику др Крсти Драгомировићу ( зету војводе Степе Степановића који је водио српски део болнице). Оне су напустиле Чачак фебруара 1916. године. У болници је радио и остарели др Јарослав Кужељ који је пре тога руководио војном болницом у Крагујевцу.
Ова два чешка лекара водили су рачуна о здрављу становника чачанског краја све време Великог рата.. У редовима окупаторске војске налазио се известан број мобилисаних лекара, између осталих и припадници других словенских народа који су пружали значајну подршку др Стејскалу и чачанском живљу.
За време Првог светског рата, у Чачку су боравили и радили: доктори Орфанидос и Караманлис, др Леон Вајс ( Јеврејин, који је рођен у Њујорку, студирао у Паризу, дошао је за време Првог балканског рата у Београд и био лекар добровољац (који је умро је лечећи болеснике у Чачку 1915. године) и др Сухаревски ( Пољак, који је студирао медицину у Нансију).

Српски лекари су радили под контролом   аустријских колега а њихова обавеза је била да бесплатно лече сиромашне грађане, војнике, заробљенике, проститутке и др. 
| „ | По прописима власти, постојале су две категорије болесника: они који су се лечили бесплатно и они који су плаћали. Боравак пацијената у болници наплаћивао се три круне по дану боравка. Како тај новац није могао да покрије трошкове лечења, хоспитално су збрињавани само најтежи случајеви. | ” |

Колико је тачно рањеника и оболелих збрињавано у чачанкој болници током Великог рата, нема тачних  података, али се зна да је у заједничку гробницу у Чачку сахрањено 652 српска војника а у „швапском гробљу“  262 припадника војске Централних сила.
Две апотеке у Чачку (Аристида Јовановића и Радивоја Пантовића), преузеле су војне власти уз плаћање закупа. У јуну и јулу 1915. године у Болници је извршено пелцовање против заразних болести. И поред тога, Чачак нису мимоишле ни епидемије. У новембру и децембру 1915. било је 22 случаја колере код војника, као и три случаја пегавог тифуса. Почетком маја 1916. године оболела су 53 лица од пегавог тифуса а практично, епидемија тифуса није престала током целог рата. Од заразних болести умрле су 743 особе Највећи број умрлих је био од „три тифуса“), туберкулозе 277 од укупно 2436 умрлих у 1916.години.
Обзиром да су у Чачку живели измешано цивилно становништво, војска и чиновници Војног генералног гувернмана власти су биле заинтересоване да се ефикасно организује здравствена заштита свих становника. Органозиване су Српска (у којој је лечено цивилно становништво) и Војна болница ( за лечење војске и чиновничког апарата Гувернмана) као и Српско и Швапско гробље.

Било је периода у току рата када у Чачку није било ниједног лекара. Чачак су тада обилазили грчки лекари др Збаруњис Трикофое (шеф грчке санитарне мисије у Србији) а потом и др Панајотис Савас и констатовали да се лоше храни и аустроугарска војска а не само становништво, јер је храна била лошег квалитета и скупа. 
| „ | Амерички Црвени крст је допремио извесну количину хране (у пратњи др Едварда Рајана). Швајцарски комитет за помоћ Србима у Србији и делегат др Карл Егер су боравили у Чачку у јуну 1916. године доносећи 50 тона хране и контролишући расподелу исте као и личну донацију од 100 круна за сиромашну децу и сирочад која су боравила у Азилу за сирочад. | ” |

У јуну 1918. године, од свих оболелих од заразних болести, лечених у Болници 80% је отпадало на венеричне болести и маларију.
Када су Аустријанци 25. октобра 1918. напустили Чачак, у град је ушла српска војска, а болница је и даље била војног карактера, сада под командом српске војске, јер је требало лечити и неговати повратнике са фронтова.

### Болница између два светска рата
Први педијатар у Чачку, била је др Јелисавета Василијевић, која је између два светска рата формирала педијатријску службе у оквирима тадашњег интерног одељења.

### Болница у Другом светском рату
Немци су поред репресије над цивилним становништвом и појединачних и масовних ликвидација својих непријатеља, извршили и пљачку индустријских постројења, и здравствених капацитета укључујући и болницу, коју су примарно корситили за лечење својих војника. Окупација је умногоме вратила читаво подручје чачанског краја, у период са почетка 20. века. 
Због све учесталијим сукоба са партизанима, српским добровољцима и окупатором током 1943. и 1944. године јавио се све већи број рањеника, припадника ЈВуО па је у циљу њиховог збрињавања формирана команда ЈВуО основала је привремену болницу ван Чачка у селу Јездина. За команданта болнице постављен је капетан Бошко Караклајић, који је сеоску школу прогласио за истурено одељење четничке болнице у Чачку. За рад у болници Командант села Јездина, Гојко Јелушић са члановима равногорског одбора одредио је групу људи из села да окрече школу и припреме просторије за смештај рањеника. Омладинци из села организовано су прикупљали материјална средства и опрему за болницу, а равногорски одбор је разрезао поједином породицема обавезу да дају одређену количину намирница за потребе рањеника и страже. Болничко особље чинили су мобилисани болничари и болничарке, чланице ЖРОС-а и Црвеног крста из Чачка, а од равногорског одбора села Јездина Команда ЈВуО захтевала је да да улогу болничарки обављају и јездинске девојке старије од 18 година.
У јесен 1944. године потпомогнути подршком западних савезника и јединица Црвене армије, припадници партизанског покрета однели су превагу. Коначно ослобођење Чачка догодило се 4. децембра 1944. када су немачке јединице истеране из града.

### Болница након Другог светског рата
У Чачку је јануара 1945. године отворена прва у Србији, здравствена амбуланта у којој се сваки грађанин могао бесплатно лечити. У њој су ангажовани сви градски лекари. Амбуланта је имала четири одсека: интерни, хируршки, зубарски као и саветовалиште за трудне жене.  Болница у Чачку је с краја 1940-тих раполагала са 108 болесничких кревета. Била је једина болница у округу са хируршким одељењем и једним хирургом.
Интернистичка служба у болници званично је почела са радом  14. јануара .1945. године доласком др Светислава Зарића, специјалисте интерне медицине. У том периоду интерно одељење је располагало само са лекарском слушалицом и апаратом за мерење крвног притиска. Први електрокардиограф интерно одељење је добило 1958. године, што је временом услови развој савремене кардиолошке службе у Чачку.
Дечије одељење је  основано 1945. године под управом др Михаила Младеновића. У 1953. години др Фрања Херцог  проширио је одељење  које је 1950.тих имало 60 постеља. Од 1980. године одељење се налази на петом спрату хируршког блока болнице,  има 30 постеља, и субспецијалистичку амбуланту на првом спрату.  Одељење данас има 85 постеља, у коронарној јединици 15, дневној болници 4, остале болесничке постеље равномерно распоређене по одсецима I и II.
Дана 4. марта 1980. године свечано је отворена новоизграђена болница у Чачку, укупна површина око 13.000 квадратних метара, са осма главних и три помоћне операционе сале и 320 болесничких постеља.

## Делатност
Општа болница у Чачку обавља поликлиничку и стационарну здравствену делатност, у оквиру које:
- Прати здравствено стање становништва и здравствену заштиту у областима за које је основана и преузима и предлаже мере за њихово унапређење;
- Прати и спроводи методе и поступке превенције, дијагностике, лечења и рехабилитације засноване на доказима, а нарочито оне утврђене стручно-методолошким протоколима;
- Обезбеђује услове за стручно усавршавање запослених и за унапређење организације и услова рада;
- Спроводи мере ради спречавања нежељених компликација и последица при пружању здравствене заштите, као и мере опште безбедности за време боравка пацијената у Општој болници у Прокупљу  и обезбеђује сталну контролу спровођења ових мера;
- Организује и спроводи мере у случају елементарних и других већих непогода а у оквиру својих делатности врши послове одбране земље који се односе на планирање, организовње, припремање и оспособљавање за рад у случају ратног и ванредног стања
- Одговорна је за вршење услуга из делатности за коју је регистрована, на нивоу утврђенх  планова одбране и одлука надлежних органа;
- Организује и спроводи стручно усавршавање здравствених радника, здравствених сарадника и осталих запослених у Болници ради унапређења квалитета стручног рада и проверу тих мера ;
- Организује и спроводи мере сталног унапређења квалитета стручног рада и спроводи његову унутрашњу проверу;
- Спроводи мере ради спречавања нежељених компликација и последица при пружању здравствене заштите
- Спроводи мере опште безбедности за време  боравка пацијената у Општој болници Прокупље и обезбеђује сталну контролу ових мера.

## Организација рада
Општа болница Чачак обавља здравствену делатност на секундарном нивоу, која обухвата: 
- пријем и збрињавање ургентних стања,
- специјалистичко консултативне прегледе,
- дијагностичку обраду,
- лечење и рехабилитацију

## Резултати рада
| Капацитет и коришћење опште болнице Чачак у у 2015. години. | Капацитет и коришћење опште болнице Чачак у у 2015. години. | Капацитет и коришћење опште болнице Чачак у у 2015. години. | Капацитет и коришћење опште болнице Чачак у у 2015. години. | Капацитет и коришћење опште болнице Чачак у у 2015. години. | Капацитет и коришћење опште болнице Чачак у у 2015. години. |
| Број постеља                                                | Број исписаних болесника                                    | Број дана лечења                                            | Просечна дужина лечења (дани)                               | Просечна дневна заузетост постеља (%)                       | Обрт болничких постеља                                      |
| ----------------------------------------------------------- | ----------------------------------------------------------- | ----------------------------------------------------------- | ----------------------------------------------------------- | ----------------------------------------------------------- | ----------------------------------------------------------- |
| 497                                                         | 22.417                                                      | 133.565                                                     | 6,0                                                         | 73,6                                                        | 45,1                                                        |

Хируршко одељење болнице обави више од 33.000 амбулантних прегледа годишње, преко 2.500 операција и више од 300 интевенција по принципу амбулантне хирургије, 14.500 болесничких дана и 3.000 лежећих пацијента.

## Организациона структура
Општа болница која обавља стационарну и специјалистичко – консултативну делатност и друге делатности  преко организоване службе за обављање специјалистичко – консултативне и стационарне здравствене делатности и друге делатности организована је на следећи начин:
Управни органи
- Директор
- Управни одбор
- Надзорни одбор

Стручни органи Опште болнице
- Стручни савет
- Стручни колегијум
- Етички одбор
- Комисија за унапређење квалитета рада

Сектор интернистичких грана медицине
- интернa медицинa
- пнеумофтизиологијa
- неурологијa
- инфектологијa
- дерматовенерологијa
- психијатрија

Сектор хируршких грана медицине
- хирургијa са дечјом хиургијом
- ортопедијa и трауматологија са пластичном хирургијом
- урологијa
- офталмологијa
- оториноларингологијa са максилофацијалном хирургијом

Служба за педијатрију
Служба за гинекологију и акушерство са неонатологијом
Служба за продужено лечење и негу
Сектор заједничких медицинских послова
- пријем и збрињавање ургентних стања
- анестезија сa реаниматологијом
- физикална медицина и рехабилитација
- специјалистичко-консултативни прегледи
- дневне болнице за дијагностику и терапеутски третман(хемодијализа, онкологија и др .)
- лабораторијска дијагностика
- радиолошка дијагностика
- трансфузија крви
- патолошка, патохистолошка, судско медицинска и цитохистолошка дијагностика;
- фармацеутска делатност (болничка апотека )
- социјалне медицине са информатиком

Сектор заједничких немедицинских послова
- Служба за правне и економско финансијске послове
- Служба за техничке и друге сличне послове, одлагање и третмана медицинског инфективног отпада и превоз болесника.

## Кадровска структура
- На интерном одељењу запослено је укупно 21 лекара, 52 медицинске сестре и један болничар.
- На педијатрији ради 9 лекара и 21 медицинска сестра